# Arctosa atriannulipes
Arctosa atriannulipes là một loài nhện trong họ Lycosidae.
Loài này thuộc chi Arctosa. Arctosa atriannulipes được Embrik Strand miêu tả năm 1906.